# Siedlung am Fichteplatz

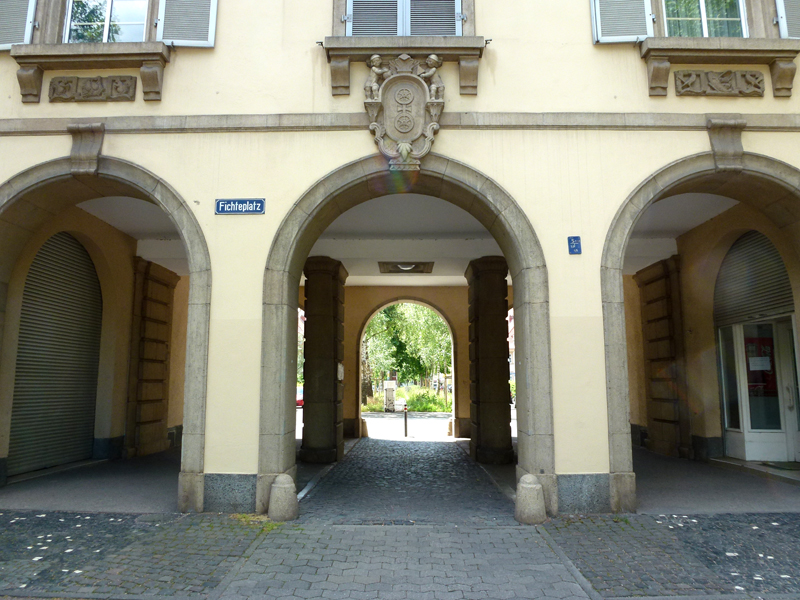
Eingangsportal zur Siedlung am Fichteplatz. Rechts und links sind Ladenlokale vorgesehen

Die Siedlung am Fichteplatz ist eine Wohnanlage aus etwa 1000 Wohnungen und damit die größte zusammenhängende Siedlung in Mainz. Die meisten der Wohnungen sind 85 bis 100 Quadratmeter groß. Die Siedlung ist nach Größe, Konzeption und Erhaltungszustand eine der bedeutendsten Siedlungen des Landes Rheinland-Pfalz und städtebaulich bedeutsam. Sie ist eine Denkmalzone im Ortsbezirk Mainz-Oberstadt. Umrahmt wird das Wohnviertel von den Straßen An der Philippsschanze im Süden, Pariser Straße im Osten und dem Fichteplatz im Norden. Die Pariser Straße ist Bestandteil der heutigen Bundesstraße 40. Im Westen grenzt es an die Obere Zahlbacher Straße.

## Geschichte

### Vorgeschichte

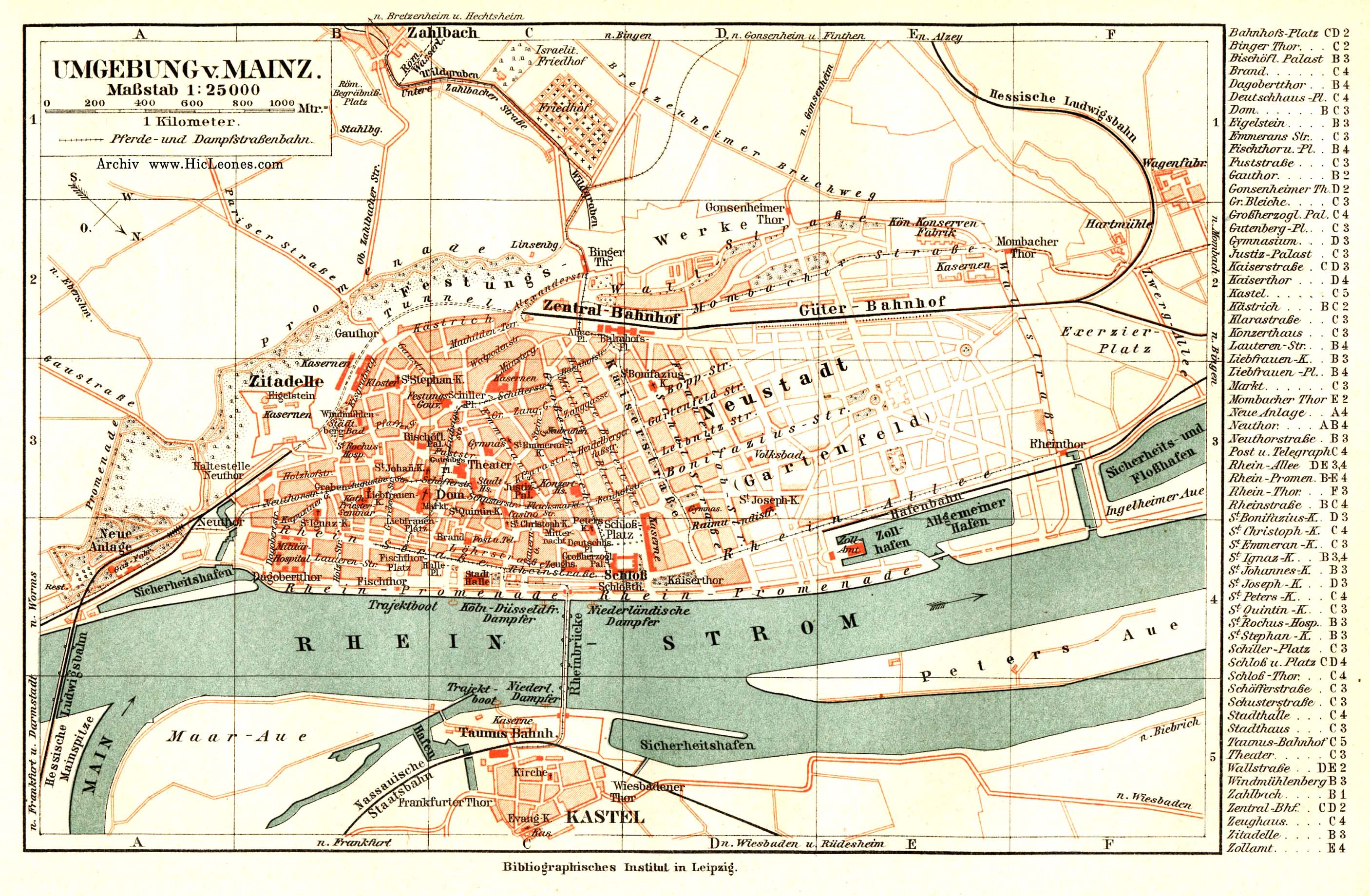
Stadtplan von Mainz um 1898, 30 Jahre vor dem Bau der Siedlung.

Möglicherweise war ein 1897 gefundenes Fundament eines römischen Gebäudes auf dem Fichteplatz unweit des Fundortes der antike Standort des Dativius-Victor-Bogens und der dazugehörigen Säulenhalle. Zwei Jahre später wurde östlich vom heutigen Fichteplatz das Mainzer Velodrom errichtet, dessen Steilkurven heute noch rund um den jetzigen Wasserspielplatz (das Planschbecken) sichtbar sind.

### Baugeschichte

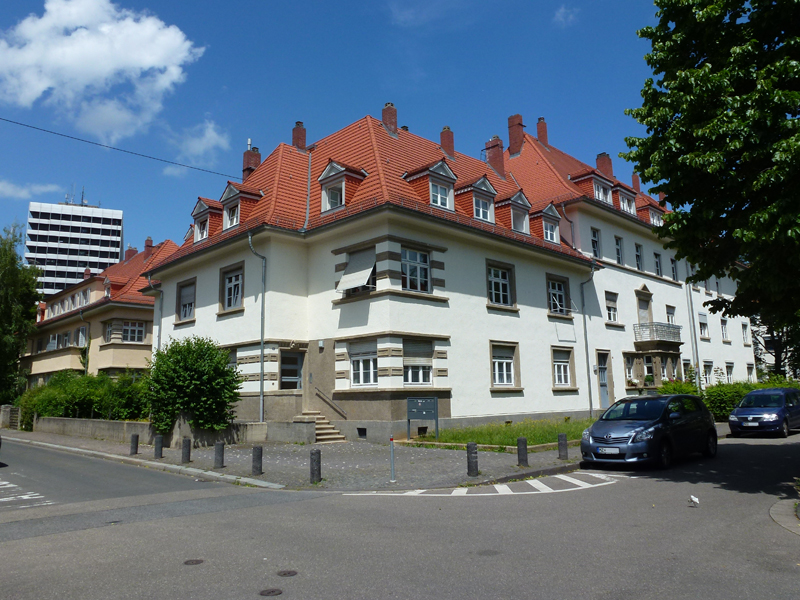
Eines der vier Eckhäuser in der Siedlungsmitte

Die Siedlung entstand außerhalb der ehemaligen Festungswerke an der Promenade, an der Pariser Straße und Obere Zahlbacher Straße Richtung Gautor zusammenlaufen. Gebaut wurde sie als Gemeinschaftsprojekt der Deutschen Reichsbahn (als Eisenbahnersiedlung) und der Stadt für die jeweiligen Bediensteten als Sozialer Wohnungsbau. Die Planungsverantwortung der zwischen 1925 und 1928 entstandenen Anlage hatte Stadtbaurat Fritz Luft vom städtischen Hochbauamt. Die Gestaltung und Ausführung übernahmen verschiedene Mainzer Architekten, wie zum Beispiel Rudolf Schreiner; zum Teil wurde auf Pläne von Friedrich Pützer zurückgegriffen, der diese bereits vor dem Ersten Weltkrieg entwickelt hatte.
Das trapezförmige, fast dreieckige (mit dem Fichteplatz an der Spitze des Dreiecks) Terrain, das sich nach Südwesten hin fächerartig ausbreitet, bildet vier geöffnete, in einzelne Hausgruppen und Grünflächen unterteilte Blöcke. Diese Geometrie ist bedingt durch die umrahmenden Straßen Pariser Straße und Obere Zahlbacher Straße, die am Fichteplatz zusammenlaufen. Die Häuser sind mit Biberschwanz-Walmdächern, Erkern, Balkonen, Giebelgauben sowie Bauzier aus Steinguss ausgestattet und zeigen Formen des Heimatstils, des Expressionismus und der Neuen Sachlichkeit. Beispielhaft werden die zeitgenössischen Forderungen nach Luft, Sonne und moderner Ausstattung erfüllt.

### Namensgeber

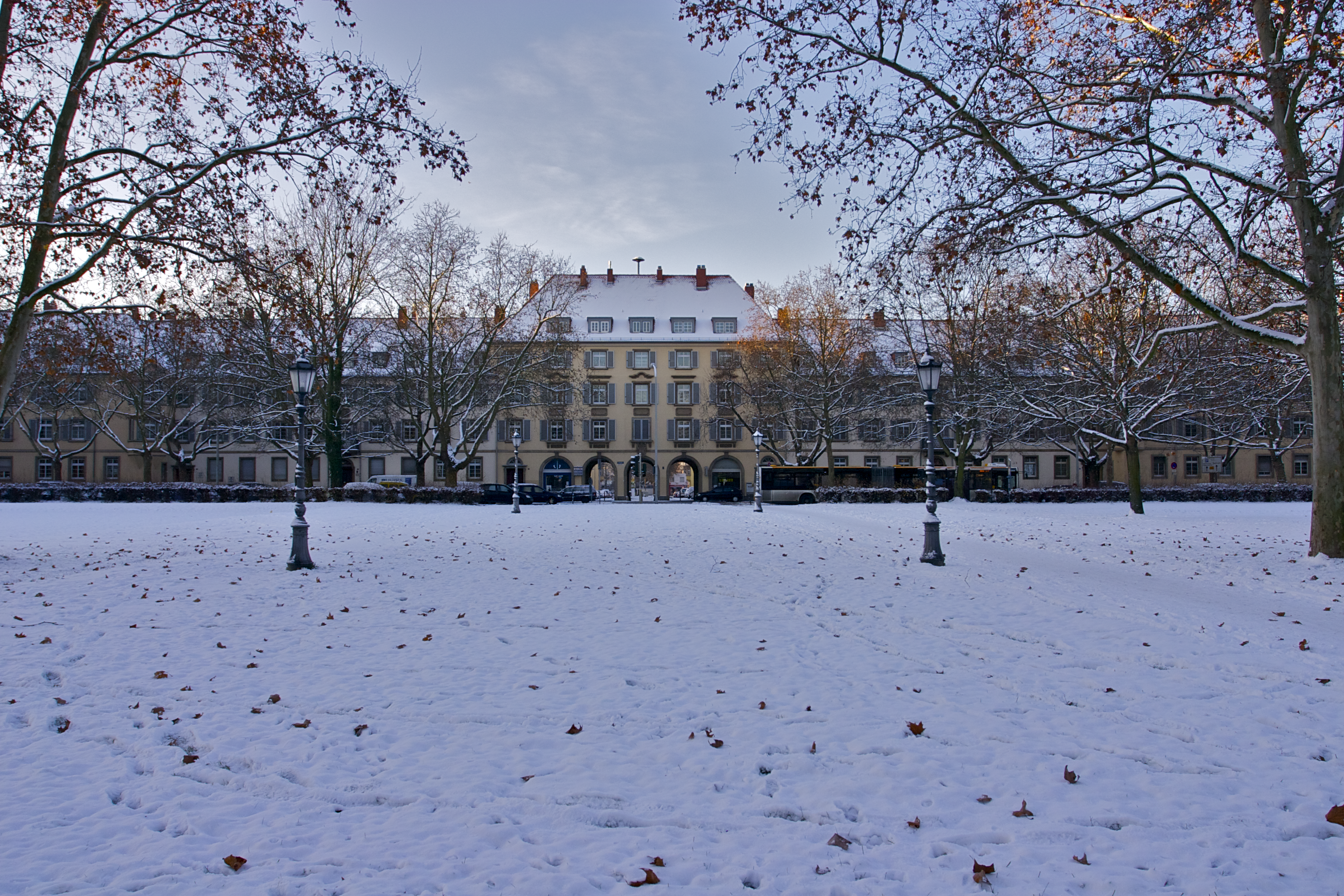
Eingangsportal der Siedlung am Fichteplatz von Platz aus gesehen im Winter.

Nach dem Ersten Weltkrieg in den 1920er Jahren war die politische Stimmung am Rhein vor allem durch die französische Besatzung angespannt, und dies spiegelt sich in der Namensgebung des Platzes nach Johann Gottlieb Fichte und der beiden Straßen nach Nikolaus Becker und Max Schneckenburger wider. Da der gewählte Oberbürgermeister Karl Külb sich bei den Franzosen unbeliebt machte, wurde er 1923 für 20 Monate in das unbesetzte Gebiet ausgewiesen und Wilhelm Ehrhard führte die Geschäfte in dieser Zeit selbständig. In der Funktion als Bürgermeister wurde Wilhelm Ehrhard 1928 für weitere zwölf Jahre bestätigt.

### Entwicklung nach dem Zweiten Weltkrieg
Das Gautor stand zwischen 1962 und 1998 in der Grünanlage Römerwall am Fichteplatz.
Südlich der Siedlung befindet sich das Gutenberg-Gymnasium und der Mainzer Turnverein von 1817 (zweitältester Sportverein Deutschlands). Im Nordwesten grenzt die Siedlung heute an das in den 1960er Jahren erweiterte Gelände der Universitätsklinik.

### Straßenverkehr

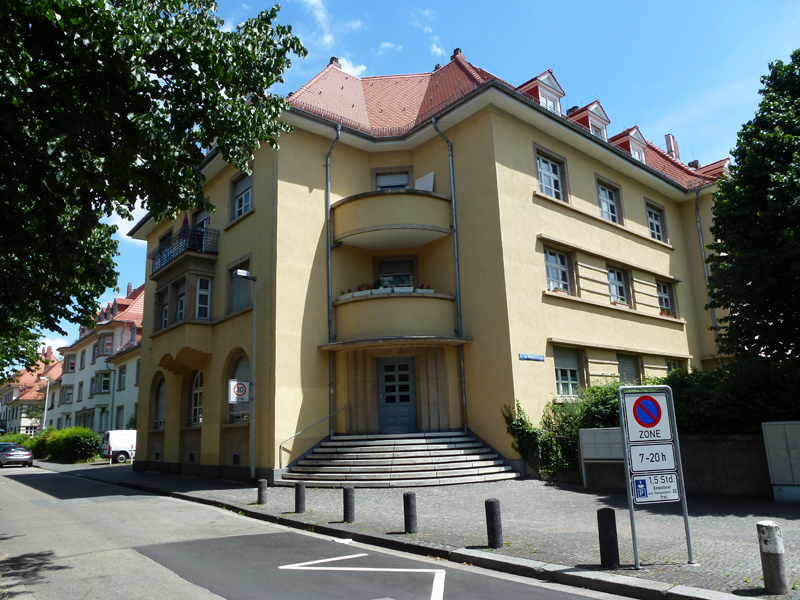
Zufahrt An der Philippschanze in die Nikolaus-Becker-Straße

Die ganze Siedlung ist eine Tempo-30 und zusätzlich eine Parkverbotszone zwischen 7 und 20 Uhr. Das Parken in dieser Zeit ist mit Parkscheibe für eineinhalb Stunden erlaubt, für Bewohner mit Parkausweis frei.

### Bekannte Bewohner
- Karl Delorme
- Alfred Döblin, von 1949 bis 1953

## Denkmalzone
Zur Denkmalzone gehören:

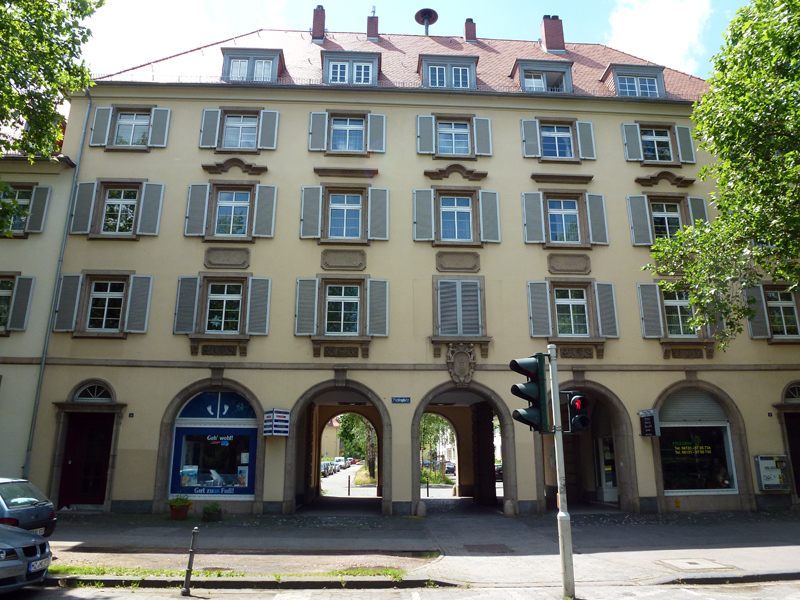
Wohnhaus am Fichteplatz

- Fichteplatz 1–11 (ungerade Nummern)
- An der Philippsschanze 2–24 (gerade Nummern) und 19
- Nikolaus-Becker-Straße 1–9 (ungerade Nummern) und 2–10 (gerade Nummern)
- Obere Zahlbacher Straße 42–46 (gerade Nummern) und 52–70 (gerade Nummern)
- Pariser Straße 25–41 (ungerade Nummern)
- Schneckenburgerstraße 1–15 (ungerade Nummern) und 2–14 (gerade Nummern).